# Elysia timida
Elysia timida ist eine Meeresschnecke aus der Familie der Plakobranchidae und der Ordnung der Sacoglossa. Die weiß-grünlich gefärbten Tiere kommen vor allem im Mittelmeer, der Karibik und im Atlantik vor. Elysia timida ernährt sich hauptsächlich von der Alge Acetabularia acetabulum und hat die Fähigkeit, funktionelle Chloroplasten aus dieser Alge einzulagern, was als Kleptoplastie bezeichnet wird.

## Morphologie
Elysia timida hat wie alle Vertreter der Plakobranchidae keine Schale.
Sie wird in etwa 6 bis 20 mm lang.
Die Meeresschnecke besitzt eine weißliche Körperoberfläche mit weißem Kopf, weißen Parapodien und weißen Rhinophoren. Die Rhinophoren sind glattkantig und enden mit einer abgerundeten Spitze. Auf der Körperoberfläche sind rötliche Flecken zu erkennen. Die Dorsalseite des Tieres scheint stark grün gefärbt zu sein, was von den eingelagerten grünen Chloroplasten herrührt. Unterhalb des Parapodienansatzes ist auf beiden Körperseiten ebenfalls ein grünlicher Streifen zu erkennen. Die Augenflecken sind schwarz und es treten ebenfalls schwarze Sprenkel um den Mundbereich auf. Die Parapodien haben glatte Ränder und sind leicht gewellt. Die Tiere haben eine charakteristische Fortbewegungsweise, bei der sie die Parapodien und die Rhinophoren rhythmisch vor- und zurückbewegen.
Elysia timida ist ein simultaner Hermaphrodit. Jedes Individuum hat sowohl männliche als auch weibliche Geschlechtsorgane. Die weibliche Geschlechtsöffnung befindet sich am vorderen Ende des rechten Parapodiums. Der Penis befindet sich bei jedem Tier auf der rechten Körperseite unterhalb des rechten Auges. Er verlängert sich während des Paarungsaktes und ist durchsichtig. Anders als bei anderen Tieren, die hypodermale Injektionen zeigen, fand man bei Elysia timida äußerlich keine spezielle Struktur am Penis (beispielsweise Haken oder ein Stilett).

## Vorkommen
Elysia timida kommt hauptsächlich im Mittelmeerraum vor und ist an den Küsten Italiens, Spaniens und Griechenlands sehr verbreitet. Sie wurde aber auch im tropischen Atlantik, in der Karibik und bei den Kapverdischen Inseln gefunden. Die Art ist für gewöhnlich in flachen, lichtdurchfluteten Gewässern auf Steinen oder Algen zu finden. Dort findet sie genug Nahrung und die eingelagerten Chloroplasten in ihren Zellen bekommen genügend Licht, um Photosynthese zu betreiben.

## Entwicklung
Adulte Elysia timida legen Gelege mit mehr als 100 Eiern ab, die orange gefärbt sind. Nach etwa drei Wochen schlüpfen freischwimmende Veligerlarven oder bereits kriechende Jungtiere mit noch anhaftender Schale. Drei bis vier Tage später verlieren diese Tiere ihre Schale. Die Jungtiere sind anfangs noch durchsichtig, da jede Generation die Chloroplasten selbst aufnehmen muss. Wenn sie anfangen Acetabularia acetabulum zu fressen, nehmen sie Chloroplasten auf und lagern diese in den Zellen ihres Verdauungstraktes ein, wodurch sie sich grünlich färben. Anschließend entwickeln sich Rhinophoren und Parapodien. Nach circa drei Monaten sind die Tiere erwachsen und können sich paaren.

## Ernährung

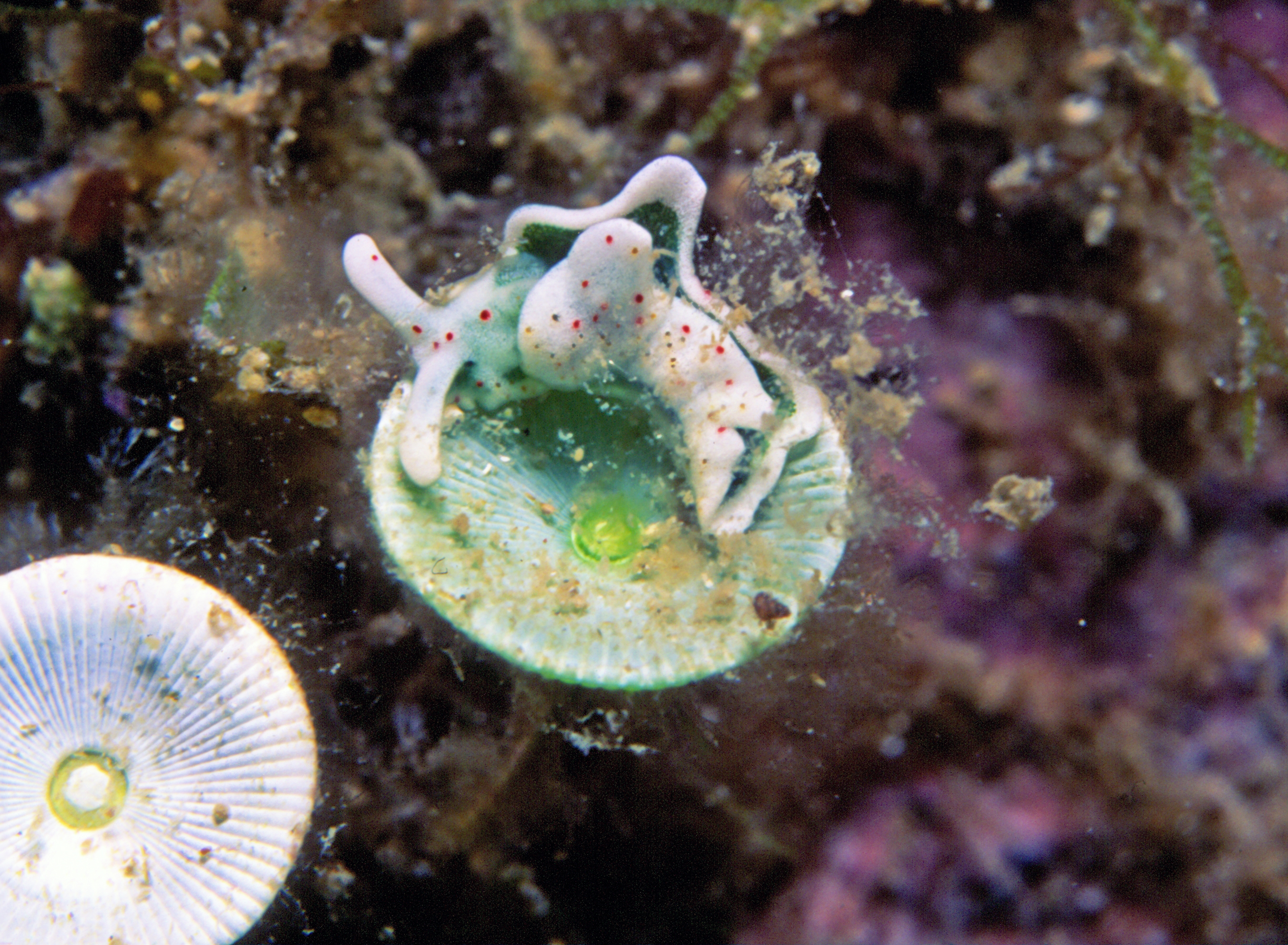
Elysia timida auf der Schirmalgenart Acetabularia acetabulum

Elysia timida ernährt sich im Frühling und Sommer hauptsächlich von der Schirmalge Acetabularia acetabulum. Sowohl Jungtiere als auch Adulte ernähren sich von derselben Algenart. Andere Quellen nennen auch Padina pavonica als Nahrungsquelle, welche Elysia timida im Herbst frisst.
Elysia timida ist in der Lage, Kleptoplastie zu betreiben. Sie speichert Chloroplasten aus den Zellen der Alge Acetabularia acetabulum in Zellen ihres Verdauungstrakts. Die gespeicherten Chloroplasten können weiterhin Photosynthese betreiben, weshalb diese Form der Kleptoplastie auch als funktionell bezeichnet wird. Die Hauptnahrungsquelle von Elysia timida, Acetabularia acetabulum, geht im Herbst in eine generative Phase über und bietet kaum Nahrung für das Tier an. Dies könnte einer der Gründe dafür gewesen sein, dass Elysia timida eine funktionelle Kleptoplastie entwickelt hat.

## Funktionelle Kleptoplastie
Elysia timida kann lange Hungerzeiten gut überstehen. Welche Funktion dabei die eingelagerten Chloroplasten haben, ist allerdings umstritten.
Einige Beobachtungen deuten darauf hin, dass die gespeicherten Chloroplasten als eine Art Nahrungsreserve verwendet werden und in Zeiten des Nahrungsmangels Elysia timida beginnt, diese Plastiden zu verdauen. Dafür spricht, dass hungernde Tiere kleiner werden und Gewicht verlieren, unabhängig davon, ob sie Photosynthese betreiben oder nicht. Zusätzlich verlieren sie ihre grüne Färbung, wenn sie hungern, was auf einen Abbau der Chloroplasten und dem darin enthaltenen Chlorophyll hindeuten könnte. Zudem war das Überleben der Tiere in der Studie nicht lichtabhängig. Dies lässt vermuten, dass die Tiere mit Hilfe der Kleptoplasten zwar länger überleben können, dies aber nicht allein an der Photosyntheseaktivität der Kleptoplasten liegt. Christa et al. (2014) betonen aber, dass diese These nicht im Konflikt damit steht, dass die Tiere in irgendeiner Form Energie von den gespeicherten Chloroplasten erhalten.
Andere Studien belegen, dass Photosyntheseprodukte aus den Chloroplasten in das chloroplastenfreie Gewebe der Schnecke transferiert werden. Somit könnte die Art mithilfe der Photosynthese mehr Energie in Form von Nährstoffen bekommen. Dafür spricht auch, dass Elysia timida mithilfe ihrer Parapodien die Photosyntheseaktivität der eingelagerten Chloroplasten regulieren kann. Im Dunkel sind die Parapodien vollständig geschlossen und liegen auf der Dorsalseite aneinander. Ab einer bestimmten Wellenlänge öffnen sich die Parapodien und es kann genügend Licht auf die Chloroplasten fallen, damit diese Photosynthese betreiben können. Da eine zu hohe Lichtintensität die Chloroplasten beschädigen würde, schließt Elysia timida ab einer zu hohen Lichtintensität ihre Parapodien wieder und schützt so ihre Chloroplasten.
Man nimmt an, dass das Tier für diese Regulation zwei bis drei Photorezeptorsysteme besitzt: einen extraokularen Photorezeptor, der zwischen hell und dunkel unterscheiden kann; die Augen, die zwischen der optimalen Lichtintensität und zu hohen Lichtintensitäten unterscheiden können und vielleicht noch einen dritten, der ebenfalls extraokular ist und auch zwischen Lichtintensitäten unterscheiden kann. Es wäre allerdings auch möglich, dass der dritte Photorezeptor ein Zusammenspiel der ersten beiden Photorezeptorsysteme ist. Die Form und Lage dieser extraokularen Photorezeptorsysteme ist noch nicht bekannt und muss noch untersucht werden.

## Verteidigungsstrategien
Da die Tiere keine Schale besitzen, sind sie besonders gefährdet und müssen eine andere Verteidigungsstrategie entwickeln. Es wird vermutet, dass sie Inhaltsstoffe besitzen, die sie für ihre Fressfeinde ungenießbar machen. Bei Elysia timida geht man davon aus, dass Polypropionate eine chemische Verteidigungsstrategie darstellen. Da ihre Hauptnahrung Acetabularia acetabulum selbst jedoch keine Polypropionate besitzt, stellt Elysia timida diese wahrscheinlich selbst de novo her.

## Fressfeinde
Über die Prädatoren von Elysia timida ist noch nicht viel veröffentlicht. Es ist aber davon auszugehen, dass Tiere, die im selben Habitat wie die Meeresschnecke leben, potentielle Prädatoren darstellen. Zum Beispiel der Meerpfau (Thalassoma pavo), der sich von kleinen Krustentieren und Mollusken ernährt und küstennah in der Nähe von Seegraswiesen und Felsen zu finden ist, was sich mit dem Habitat von Elysia timida deckt.

## Paarungsverhalten
Da Elysia timida ein simultaner Hermaphrodit ist, kann jedes Tier Spermien abgeben, aber auch Spermien empfangen. Es wurde beobachtet, dass die Paarung beginnt, wenn sich zwei Individuen mit ihren Köpfen begegnen. Die Tiere neigten ihren Kopf anschließend nach links und bewegten sich etwas aneinander vorbei, bis sie sich in der Kopf-Schwanz-Kreuzstellung befanden, in der die Spermienübertragung erfolgt. Anschließend wurde beobachtet, dass die Tiere entweder begannen gegen den Uhrzeigersinn zu kreisen oder es zu einer subkutanen Übertragung kam. Dabei versuchten beide Tiere mit ihrem Penis die dorsale Körperoberfläche der Partnerin zu erreichen und hinterließen dabei eine weißliche Substanz auf oder auch in der Körperoberfläche der Partnerin. Auch nach jeder subkutanen Injektion begannen die Tiere zu kreisen. Danach wurde erneut die Kopf-Schwanz-Stellung eingenommen und der Versuch einer erneuten Übertragung startete. Manchmal kam es nach dieser Sequenz (subkutane Übertragung – Kreisen – subkutane Übertragung) noch zu einer letzten Phase, in der die Penisse direkt und fast zeitgleich in die jeweils gegenseitige weibliche Geschlechtsöffnung eingeführt und dabei Spermien übertragen wurden. Danach wurde die Paarung beendet und die Tiere trennten sich.